# Marele Lebowski
Marele Lebowski (în engleză The Big Lebowski) este un film de comedie-crimă din 1998, scris, produs și regizat de Joel și Ethan Coen. Acesta este considerat un "film cult', datorită personajelor, replicilor, respectiv muzicii.

## Distribuție
- Jeff Bridges: Jeffrey "The Dude" Lebowski
- John Goodman: Walter Sobchak
- Julianne Moore: Maude Lebowski
- Steve Buscemi: Theodore Donald "Donny" Kerabatsos,
- David Huddleston: Jeffrey "The Big" Lebowski
- Philip Seymour Hoffman: Brandt
- Tara Reid: Bunny Lebowski
- Philip Moon: Woo
- Mark Pellegrino: the Blond Treehorn thug.
- Peter Stormare
- Torsten Voges
- Flea
- Jimmie Dale Gilmore: Smokey
- Jack Kehler: Marty
- John Turturro: Jesus Quintana
- David Thewlis: Knox Harrington
- Sam Elliott: The Stranger
- Ben Gazzara: Jackie Treehorn
- Jon Polito: Da Fino
- Leon Russom: the Malibu police chief
- Aimee Mann
- Lu Elrod: coffee shop waitress